# Залізничні лінії Запорізької області
Залізничні лінії Запорізької області — мережа залізниць на території Запорізької області, що об'єднує між собою населені пункти та окремі об'єкти та призначена для руху транспортних засобів, перевезення пасажирів та вантажів.

## Характеристика системи
- Електрифіковані дільниці:
  - Синельникове I — Запоріжжя I — Федорівка — Новоолексіївка
  - Канцерівка — Імені Анатолія Алімова — Вільнянськ
  - Запоріжжя-Ліве — Запоріжжя II — Кирпотине
- Неелектрифіковані:
  - Кирпотине — Пологи — Комиш-Зоря — Волноваха
  - Чаплине — Пологи — Верхній Токмак I — Бердянськ
  - Комиш-Зоря — Верхній Токмак II — Федорівка — Нововесела
  - Українська — Каховське море — Таврійськ
  - Каховське море — Енергодар
- Двоколійні дільниці:
  - Синельникове I — Запоріжжя I — Федорівка — Новоолексіївка
  - Канцерівка — Імені Анатолія Алімова
  - Комиш-Зоря — Волноваха
- Одноколійні дільниці:
  - Імені Анатолія Алімова — Вільнянськ
  - Запоріжжя-Ліве — Запоріжжя II — Пологи — Комиш-Зоря
  - Чаплине — Пологи — Верхній Токмак I — Бердянськ
  - Комиш-Зоря — Верхній Токмак II — Федорівка — Нововесела
  - Українська — Каховське море — Таврійськ
  - Каховське море — Енергодар

- Прискорений пасажирський рух:
  - Синельникове I — Запоріжжя I — Федорівка — Новоолексіївка

- Відсутнє приміське сполучення:
  - Пологи — Верхній Токмак I — Бердянськ

## Обслуговування
- Придніпровська залізниця:
  - Запорізька дирекція
  - Кримська дирекція
- Донецька залізниця:
  - Ясинуватська дирекція
- Одеська залізниця:
  - Херсонська дирекція

## Основні дільниці

### Синельникове—Запоріжжя I—Федорівка—Новоолексіївка

#### Синельникове I—Запоріжжя I(в межах області)
Дільницю обслуговує Запорізька дирекція Придніпровської залізниці.
Дільниця нараховує 8 зупинних пунктів, в тому числі 5 станцій (Вільнянськ, Запоріжжя I, Запоріжжя-Вантажне, Новогуполівка, Янцеве).
Лінія електрифікована, двоколійна.
Лінія має відгалуження: від станції Вільнянськ до станції Запоріжжя-Ліве, від станції Запоріжжя I до станцій Запоріжжя II та Пологи.
Дільниця обслуговує пасажирські (в тому числі прискореного руху) та приміські електропоїзди.
Станції, на яких зупиняються пасажирські поїзди: Вільнянськ, Запоріжжя I, Новогуполівка.
Регіональні поїзди та поїзди підвищеної комфортності:
- Дніпро-Головний — Харків-Пасажирський («Східний експрес»)
- Запоріжжя I — Харків-Пасажирський

Основні напрямки приміського сполучення:
- Дніпро-Головний — Генічеськ
- Запоріжжя I — Вільнянськ
- Запоріжжя I — Синельникове I
- Запоріжжя II — Синельникове I
- Запоріжжя-Вантажне — Пришиб

#### Запоріжжя I—Федорівка
Дільницю обслуговує Запорізька дирекція Придніпровської залізниці.
Дільниця нараховує 29 зупинних пунктів, в тому числі 9 станцій (Бурчацьк, Запоріжжя I, Канкринівка, Кушугум, Плавні, Плодородна, Пришиб, Таврійськ, Федорівка).
Лінія електрифікована, двоколійна.
Лінія має відгалуження: від станції Таврійськ до станції Каховське море, від станції Федорівка до станції Верхній Токмак II.
Дільниця обслуговує пасажирські (в тому числі прискореного руху) та приміські електропоїзди.
Станції, на яких зупиняються пасажирські поїзди: Запоріжжя I, Таврійськ, Федорівка.
Основні напрямки приміського сполучення:
- Дніпро-Головний — Генічеськ
- Запоріжжя I — Бурчацьк
- Запоріжжя I — Пришиб
- Запоріжжя I — Енергодар
- Запоріжжя I — Мелітополь
- Запоріжжя I — Якимівка
- Запоріжжя II — Пришиб
- Запоріжжя II — Федорівка
- Запоріжжя II — Мелітополь
- Запоріжжя II — Тащенак
- Вільнянськ — Запоріжжя I — Пришиб
- Пришиб — Канцерівка

#### Федорівка—Новоолексіївка(в межах області)
Дільницю обслуговують Запорізька та Кримська дирекції Придніпровської залізниці.
Мелітополь — Тащенак — кордон дирекцій (Сиваш).
Дільниця нараховує 13 зупинних пунктів, в тому числі 5 станцій (Мелітополь, Обільна, Тащенак, Федорівка, Якимівка).
Лінія електрифікована, двоколійна.
Лінія має відгалуження: від станції Федорівка до станції Нововесела.
Дільниця обслуговує пасажирські (в тому числі прискореного руху) та приміські електропоїзди.
До 2014 року курсував регіональний поїзд підвищеної комфортності:
- Мелітополь — Іловайськ

Станції, на яких зупиняються пасажирські поїзди: Мелітополь, Федорівка, Якимівка.
Основні напрямки приміського сполучення:
- Дніпро-Головний — Генічеськ
- Запоріжжя I — Мелітополь
- Запоріжжя I — Якимівка
- Запоріжжя II — Мелітополь
- Запоріжжя II — Тащенак
- Мелітополь — Якимівка
- Мелітополь — Нововесела
- Мелітополь — Верхній Токмак I
- Мелітополь — Новоолексіївка
- Мелітополь — Генічеськ

### Канцерівка—Імені Анатолія Алімова—Вільнянськ

#### Канцерівка—Імені Анатолія Алімова
Дільницю обслуговує Запорізька дирекція Придніпровської залізниці.
Дільниця нараховує 8 зупинних пунктів, в тому числі 4 станції (Дніпробуд II, Запорізька Січ, Імені Анатолія Алімова, Канцерівка).
Лінія електрифікована, двоколійна.
Лінія має відгалуження: від станції Канцерівка до станції Хортиця.
Дільниця обслуговує пасажирські та приміські електропоїзди.
Станції, на яких зупиняються пасажирські поїзди: Дніпробуд II.
Основні напрямки приміського сполучення:
- Запоріжжя I — Нікополь
- Запоріжжя II — Нікополь
- Запоріжжя II — Кривий Ріг-Головний
- Запоріжжя II — Кривий Ріг-Головний
- Запоріжжя-Ліве — Дніпробуд II
- Вільнянськ — Дніпробуд II
- Пришиб — Канцерівка

#### Імені Анатолія Алімова—Вільнянськ
Дільницю обслуговує Запорізька дирекція Придніпровської залізниці.
Дільниця нараховує 10 зупинних пунктів, в тому числі 3 станції (Вільнянськ, Запоріжжя-Ліве, Імені Анатолія Алімова).
Лінія електрифікована, одноколійна.
Лінія має відгалуження: від станцій Імені Анатолія Алімова та Запоріжжя-Ліве до станції Запоріжжя II, від станції Вільнянськ до станції Запоріжжя I.
Дільниця обслуговує пасажирські та приміські електропоїзди.
Станції, на яких зупиняються пасажирські поїзди: Вільнянськ, Запоріжжя-Ліве, Імені Анатолія Алімова.
Основні напрямки приміського сполучення:
- Запоріжжя II — Вільнянськ
- Запоріжжя II — Синельникове I
- Запоріжжя-Ліве — Дніпробуд II
- Вільнянськ — Дніпробуд II

### Запоріжжя-Ліве—Запоріжжя II—Пологи—Комиш-Зоря—Волноваха

#### Запоріжжя-Ліве—Запоріжжя II
Дільницю обслуговує Запорізька дирекція Придніпровської залізниці.
Дільниця нараховує 4 зупинні пункти, в тому числі 2 станції (Запоріжжя II, Запоріжжя-Ліве).
Лінія електрифікована, одноколійна.
Лінія має відгалуження: від станцій Запоріжжя-Ліве та Запоріжжя II до станції Імені Анатолія Алімова.
Дільниця обслуговує пасажирські та приміські електропоїзди.
Станції, на яких зупиняються пасажирські поїзди: Запоріжжя II, Запоріжжя-Ліве.
Основні напрямки приміського сполучення:
- Запоріжжя II — Вільнянськ
- Запоріжжя II — Синельникове I
- Запоріжжя-Ліве — Пологи

#### Запоріжжя II—Пологи
Дільницю обслуговує Запорізька дирекція Придніпровської залізниці.
Дільниця нараховує 22 зупинні пункти, в тому числі 8 станцій (Запоріжжя II, Кирпотине, Лежине, Мала Токмачка, Новокарлівка, Обща, Оріхівська, Передатна, Пологи, Ростуща, Фісаки, Челюскін).
Лінія електрифікована на ділянці Запоріжжя II — Кирпотине, одноколійна.
Лінія має відгалуження: від станцій Запоріжжя II та Передатна до станції Запоріжжя I, від станції Пологи до станції Верхній Токмак I.
Дільниця обслуговує пасажирські та приміські поїзди.
Станції, на яких зупиняються пасажирські поїзди: Запоріжжя II, Оріхівська, Пологи, Челюскін.
Основні напрямки приміського сполучення:
- Запоріжжя I — Пологи
- Запоріжжя II — Пологи
- Запоріжжя-Ліве — Пологи

#### Пологи—Комиш-Зоря
Дільницю обслуговує Запорізька дирекція Придніпровської залізниці.
Дільниця нараховує 14 зупинних пунктів, в тому числі 4 станції (Гусарка, Комиш-Зоря, Магедове, Пологи).
Лінія неелектрифікована, одноколійна.
Лінія має відгалуження: від станції Пологи до станції Чаплине, від станції Комиш-Зоря до станції Верхній Токмак II.
Дільниця обслуговує пасажирські та приміські поїзди.
Станції, на яких зупиняються пасажирські поїзди: Гусарка, Комиш-Зоря, Магедове, Пологи.
До 2014 року курсували регіональні поїзди підвищеної комфортності:
- Мелітополь — Іловайськ
- Бердянськ — Іловайськ

Основні напрямки приміського сполучення:
- Пологи — Магедове
- Пологи — Комиш-Зоря
- Нікополь — Запоріжжя II

#### Комиш-Зоря—Волноваха(в межах області)
Дільницю обслуговують Запорізька дирекція залізничних перевезень та Ясинуватська дирекція залізничних перевезень.
Дільниця нараховує 9 зупинних пунктів, в тому числі 2 станції (Комиш-Зоря, Розівка).
Комиш-Зоря — Розівка — кордон дирекцій.
Лінія неелектрифікована, двоколійна.
Дільниця обслуговує пасажирські та приміські поїзди.
Станції, на яких зупиняються пасажирські поїзди: Комиш-Зоря, Розівка.
До 2014 року курсували регіональні поїзди та поїзди підвищеної комфортності:
- Бердянськ — Іловайськ
- Мелітополь — Іловайськ

Основні напрямки приміського сполучення:
- Комиш-Зоря — Волноваха

### Чаплине—Пологи—Верхній Токмак I—Бердянськ

#### Чаплине—Пологи(в межах області)
Дільницю обслуговує Запорізька дирекція Придніпровської залізниці.
Дільниця нараховує 6 зупинних пунктів, в тому числі 2 станції (Гайчур, Гуляйполе, Пологи).
Лінія неелектрифікована, одноколійна.
Лінія має відгалуження: від станції Пологи до станції Комиш-Зоря.
Дільниця обслуговує пасажирські та приміські поїзди.
Станції, на яких зупиняються пасажирські поїзди: Пологи.
Основні напрямки приміського сполучення:
- Чаплине — Пологи

#### Пологи—Верхній Токмак I
Дільницю обслуговує Запорізька дирекція Придніпровської залізниці.
Дільниця нараховує 5 зупинних пунктів, в тому числі 2 станції (Верхній Токмак I, Кирилівка, Пологи, Синя Гора).
Лінія неелектрифікована, одноколійна.
Лінія має відгалуження: від станції Пологи до станції Запоріжжя II, від станції Верхній Токмак I до станції Верхній Токмак II.
Дільниця обслуговує пасажирські поїзди.
Станції, на яких зупиняються пасажирські поїзди: Верхній Токмак I, Пологи.
Регіональні поїзди та поїзди підвищеної комфортності:
- Бердянськ — Іловайськ
- Мелітополь — Іловайськ

Відсутнє приміське сполучення.

#### Верхній Токмак I—Бердянськ
Дільницю обслуговує Запорізька дирекція Придніпровської залізниці.
Дільниця нараховує 8 зупинних пунктів, в тому числі 6 станцій (Берда, Бердянськ, Верхній Токмак I, Єлизаветівка, Нельгівка, Трояни).
Лінія неелектрифікована, одноколійна.
Дільниця обслуговує пасажирські та приміські поїзди.
Станції, на яких зупиняються пасажирські поїзди: Бердянськ, Верхній Токмак I, Єлизаветівка, Нельгівка, Трояни.
На ділянці курсують:
- регіональний поїзд підвищеної комфортності Бердянськ — Запоріжжя I Верхній Токмак I
- дві пари приміських поїздів Запоріжжя II — Пологи — Бердянськ
- щороку з червня по вересень — додаткові пасажирські поїзди до Києва, Харкова, Дніпра і Кривого Рогу.

### Комиш-Зоря—Верхній Токмак II—Федорівка—Нововесела

#### Комиш-Зоря—Верхній Токмак II
Дільницю обслуговує Запорізька дирекція Придніпровської залізниці.
Дільниця нараховує 9 зупинних пунктів, в тому числі 4 станції (Більманка, Верхній Токмак II, Комиш-Зоря, Щебеневий).
Лінія неелектрифікована, одноколійна.
Лінія має відгалуження: від станції Комиш-Зоря до станції Пологи, від станції Верхній Токмак II до станції Верхній Токмак I.
Дільниця обслуговує пасажирські та приміські поїзди.
Станції, на яких зупиняються пасажирські поїзди: Верхній Токмак II, Комиш-Зоря.
Основні напрямки приміського сполучення:
- Комиш-Зоря — Верхній Токмак II

#### Верхній Токмак II—Федорівка
Дільницю обслуговує Запорізька дирекція Придніпровської залізниці.
Дільниця нараховує 11 зупинних пунктів, в тому числі 7 станцій (Великий Токмак, Верхній Токмак II, Молочанськ, Низяни, Світлодолинська, Стульневе, Федорівка).
Лінія неелектрифікована, одноколійна.
Лінія має відгалуження: від станції Федорівка до станції Запоріжжя I.
Дільниця обслуговує пасажирські та приміські поїзди.
Станції, на яких зупиняються пасажирські поїзди: Великий Токмак, Верхній Токмак II, Молочанськ, Світлодолинська, Федорівка.
До 2014 року курсував регіональний поїзд підвищеної комфортності:
- Мелітополь — Іловайськ

Основні напрямки приміського сполучення:
- Федорівка — Верхній Токмак I
- Мелітополь — Верхній Токмак I

#### Федорівка—Нововесела
Дільницю обслуговує Запорізька дирекція Придніпровської залізниці.
Дільниця нараховує 6 зупинних пунктів, в тому числі 3 станції (Нововесела, Українська, Федорівка).
Лінія неелектрифікована, одноколійна.
Лінія має відгалуження: від станції Федорівка до станції Мелітополь, від станції Українська до станції Каховське море.
Дільниця обслуговує пасажирські та приміські поїзди.
Станції, на яких зупиняються пасажирські поїзди: Нововесела, Українська, Федорівка.
Основні напрямки приміського сполучення:
- Федорівка — Нововесела
- Мелітополь — Нововесела

### Нововесела—Каховка(в межах області)
Дільницю обслуговує Херсонська дирекція Одеської залізниці.
Дільниця нараховує 2 зупинні пункти, в тому числі 1 станцію (Нововесела).
Лінія неелектрифікована, одноколійна.
Дільниця обслуговує пасажирські та приміські поїзди.
Станції, на яких зупиняються пасажирські поїзди: Нововесела.
Основні напрямки приміського сполучення:
- Нововесела — Херсон

### Українська—Каховське море—Таврійськ

#### Українська—Каховське море
Дільницю обслуговує Запорізька дирекція Придніпровської залізниці.
Дільниця нараховує 5 зупинних пунктів, в тому числі 4 станції (Дніпрорудне, Каховське море, Мала Білозерка, Українська).
Лінія неелектрифікована, одноколійна.
Лінія має відгалуження: від станції Українська до станції Нововесела, від станцій Каховське море та Мала Білозерка до станції Енергодар.
Дільниця обслуговує приміські поїзди.
Станції, на яких зупиняються пасажирські поїзди: Українська.
Основні напрямки приміського сполучення:
- Українська — Каховське море
- Дніпрорудне — Каховське море

#### Каховське море—Таврійськ
Дільницю обслуговує Запорізька дирекція Придніпровської залізниці.
Дільниця нараховує 4 зупинні пункти, в тому числі 2 станції (Каховське море, Таврійськ).
Лінія електрифікована, одноколійна.
Лінія має відгалуження: від станції Таврійськ до станції Федорівка.
Дільниця обслуговує приміські поїзди.
Станції, на яких зупиняються пасажирські поїзди: Таврійськ.
Основні напрямки приміського сполучення:
- Запоріжжя I — Енергодар

### Каховське море—Енергодар
Дільницю обслуговує Запорізька дирекція Придніпровської залізниці.
Дільниця нараховує 7 зупинних пунктів, в тому числі 2 станції (Енергодар, Каховське море).
Лінія неелектрифікована, одноколійна.
Лінія має відгалуження: від станції Каховське море до станції Українська.
Дільниця обслуговує приміські поїзди.
Основні напрямки приміського сполучення:
- Запоріжжя I — Енергодар